# Bruna Janček
Bruna Janček (7. rujna 2002.) je hrvatska atletičarka koja se natječe u atletskom hodanju.
Prva je hrvatska atletičarka koja je postigla rezultat ispod 15 minuta na 3000 m hodanje, u dvorani (2019.). To je bio  seniorski, juniorski i mlađejuniorski rekord Hrvatske. Prva je hrvatska juniorka (U20) i mlađa juniorka (U18) koja je 5000 metara hodala za manje od 25 minuta i to u dobi od 17 godina (2019.).
Bruna Janček je u 10 nastupa postigla 18 hrvatskih rekorda, od kojih je 9 i dalje aktualnih u evidenciji Hrvatskog atletskog saveza. Seniorska i juniorska rekorderka je u disciplini 3000 m hodanje u dvorani, juniorska rekorderka u hodanju 10 km te juniorska i mlađejuniorska rekorderka u hodanju 3000 m i 5000 m na stadionu, kao i 5 km u cestovnom hodanju.  
U dvoranskoj sezoni 2020. godine u 14 je dana tri puta poboljšala hrvatski seniorski i juniorski rekord u dvoranskom hodanju 3000 m te 1. veljače postavila aktualni rekord rezultatom 14:22,31.
Na Prvenstvu Balkana u atletskom hodanju 2019.godine ostvarila je 4. mjesto, uz novi hrvatski mlađejuniorski i juniorski rekord na 5 km – 25:21.

## Vanjske poveznice
- profil na worldathletics